# Renato De Martino
Renato De Martino (Tangeri, 15 luglio 1843 – Pisa, 1º aprile 1903) è stato un diplomatico e ambasciatore italiano.
Fu ambasciatore d'Italia in Cina fra il 1898 e il 1899 dopo essere stato ambasciatore in Brasile e in Giappone.
Figlio di S.E. Giacomo Ambrogio De Martino, Ambasciatore e ultimo Ministro degli Esteri del Regno delle Due Sicilie

## Biografia
In seguito a esame venne nominato alunno diplomatico presso il Ministero dell’Estero di Napoli il 18 agosto 1858. Fu destinato nella stessa qualità a Roma il 21 settembre 1858. Venne nominato aggiunto di legazione il 1º maggio 1860. Il 16 agosto 1860 venne destinato come Segretario di legazione a Torino. Fu collocato a disposizione del governo dittatoriale l'11 ottobre 1860.
Venne confermato segretario di legazione dal governo italiano e mantenuto in aspettativa il 14 aprile 1861. Richiamato in attività col grado di segretario di legazione di 2ª classe fu destinato alla legazione in Svezia e Danimarca il 23 maggio 1861. Venne trasferito a Berna il 19 giugno 1866 e successivamente a Madrid il 4 luglio 1869. Trasferito a Londra il 7 marzo 1874 fu nominato Consigliere di legazione il 16 marzo 1876. Collocato a disposizione del Ministero dal 14 agosto 1878. Venne destinato a Stoccolma il 5 dicembre 1878 e collocato nuovamente a disposizione del Ministero il 5 agosto 1879.
Destinato a Sofia, con patente di agente e console generale il 9 febbraio 1880 dove rimase fino al 1884.
Venne destinato a Tokyo, con credenziali d’inviato straordinario e Ministro plenipotenziario il 31 dicembre 1883. Promosso Inviato straordinario e Ministro plenipotenziario di 2ª classe il 29 marzo 1888 fu confermato a Rio De Janeiro, 4 ottobre 1894.
Venne destinato a Pechino il 6 marzo 1898, dove fu protagonista della sfortunata trattativa di concessione di San Mun.
Cessa dal servizio il 1º aprile 1902.

## Affare di San Mun
L'affare di San Mun, nel 1899, fu un tentativo da parte del governo italiano di acquisire una zona d'influenza in Cina. Dopo che la Germania concluse con la Cina un accordo di affitto della baia di Kiao-ciou per la durata di 50 anni, anche l'Italia decise di mettere piede sul suolo cinese chiedendo l'affitto di una stazione carbonifera nella baia di San Mun.
Oltre a ciò l'Italia chiese l'influenza economica esclusiva sull'intera provincia dello Zhejiang che era già in parte inclusa nella sfera di influenza inglese dello Yangtzé.
Fu principalmente questo motivo che rese l'appoggio diplomatico inglese alquanto freddo, portando a un completo insuccesso della diplomazia italiana che non si vide concedere la baia, tre soli anni dopo essere stata sconfitta ad Adua dall'esercito abissino.
Un altro motivo per il quale l'azione italiana fallì fu che l'intera faccenda era gestita dal ministro degli esteri Felice Napoleone Canevaro, esperto ammiraglio della Marina ma completamente incompetente in politica e questo non consentì al De Martino di gestire la posizione italiana con la coerenza e l'efficacia necessarie.